# Войбокало (посёлок при железнодорожной станции)
Во́йбокало — посёлок при станции Шумского сельского поселения Кировского района Ленинградской области.

## История
В 1901 году было начато строительство Обухово-Вятской железной дороги. В 1904 году через станцию Войбокало прошёл первый поезд.
С 1917 по 1924 год посёлок Войбокала входил в состав Войбокальского сельсовета Шумской волости Волховского уезда.
С 1924 года в составе Шумского сельсовета.
Согласно данным переписи населения СССР 1926 года в посёлке Войбакало проживали 60 человек — большинство русские, а также евреи; на станции Войбакало проживали 62 человека — большинство русские, а также латыши и белорусы.
С 1927 года в составе Мгинского района.
По административным данным 1933 года существовал выселок Войбакало, который входил в состав Шумского сельсовета Мгинского района.

Станция и посёлок Войбокало на карте 1941 года

Согласно топографической карте РККА 1941 года станция называлась Войбокала. В пристанционном посёлке находились: мыза, водяная мельница, школа, дом лесника, железнодорожные бараки и деревопропиточный завод.
С 1954 года в составе Ратницкого сельсовета.
В 1958 году население посёлка Войбокала составляло 614 человек.
С 1960 года в составе Волховского района.
По данным 1966 и 1973 годов посёлок Войбокало также находился в подчинении Шумского сельсовета Волховского района.
По данным 1990 года посёлок Войбокало входил в состав Шумского сельсовета Кировского района.
В 1997 году в посёлке Войбокало Шумской волости проживали 354 человека, в 2002 году — 355 человек (русские — 93 %).
В 2007 году в посёлке Войбокало Шумского СП проживали 293 человека, в 2010 году — 319.

## География
Посёлок расположен в восточной части района на автодороге 41К-122 (Лаврово — Шум — Ратница) в месте примыкания к ней автодороги 41К-522 (подъезд к ст. Войбокало). Расстояние до административного центра поселения — 1 км.
В посёлке расположена станция Войбокало.
Через посёлок протекает река Сарья.
Граница посёлка при станции Войбокало проходит по границе посёлка Концы, по реке Сарья, по южной и западной границе 142 квартала Войбокальского участкового лесничества Кировского лесничества — филиала ЛОГУ «Ленобллес» и по полосе отвода земель ОАО «Российские железные дороги».

## Демография
| 2007 | 2010 | 2011 | 2017 |
| ---- | ---- | ---- | ---- |
| 293  | ↗319 | ↗325 | ↘322 |

## Известные уроженцы, жители
- Бакланов, Анатолий Васильевич (1923—1995) — советский рабочий, Герой Социалистического Труда.

## Инфраструктура
По данным администрации на 2011 год посёлок насчитывал 296 домов, в которых проживали 325 человек.

## Фото

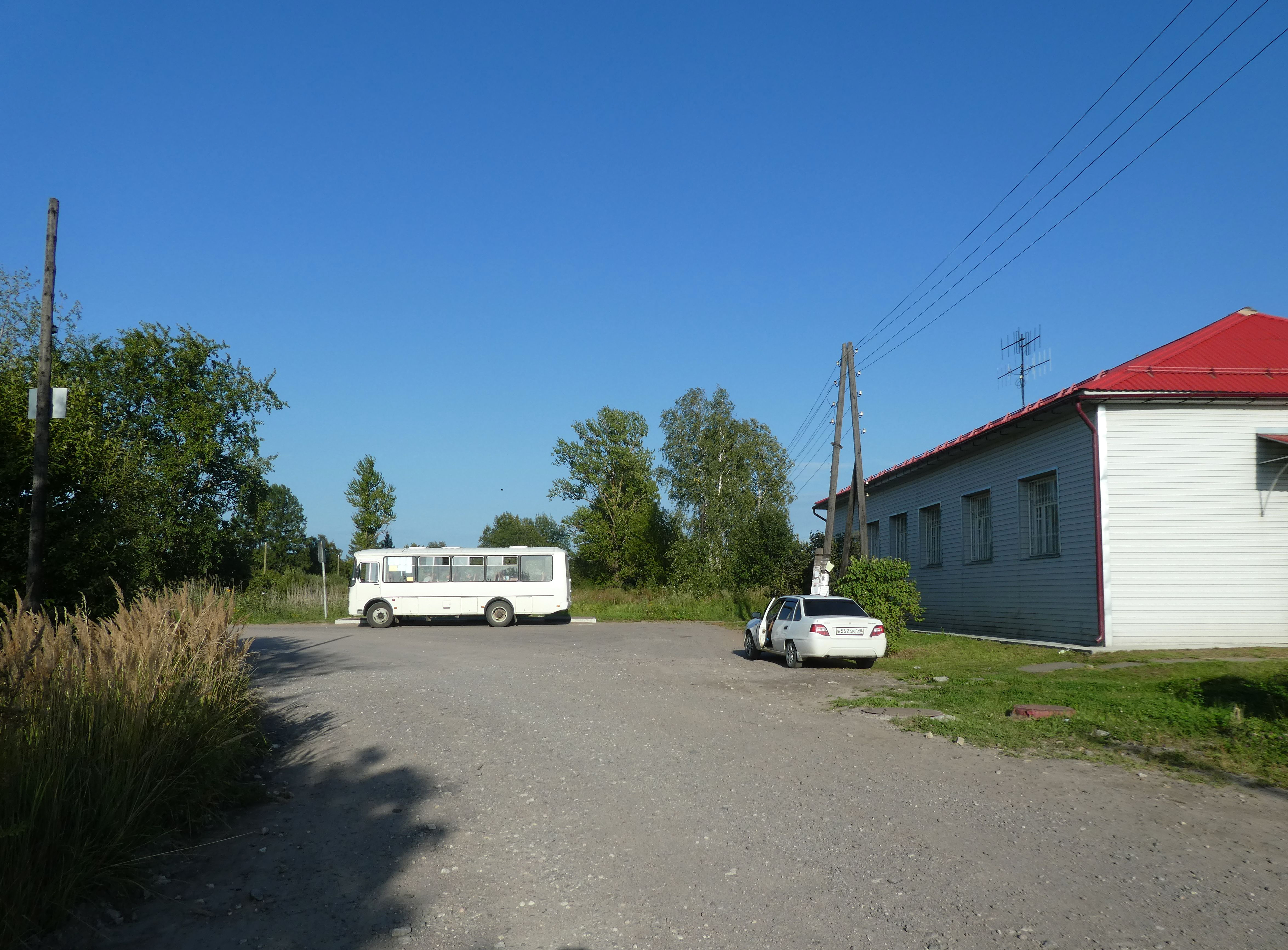
Привокзальная площадь
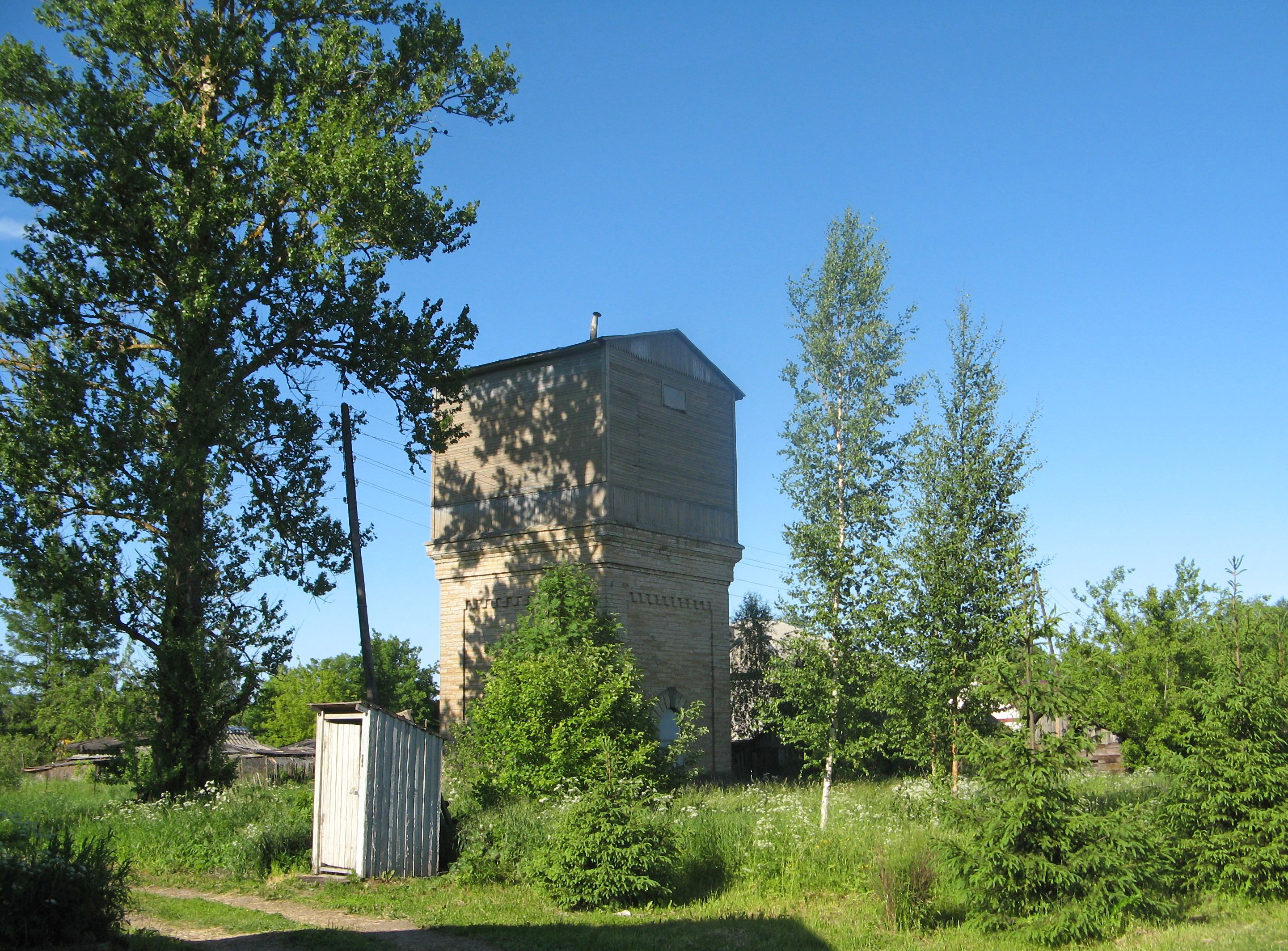
Старинная водонапорная башня
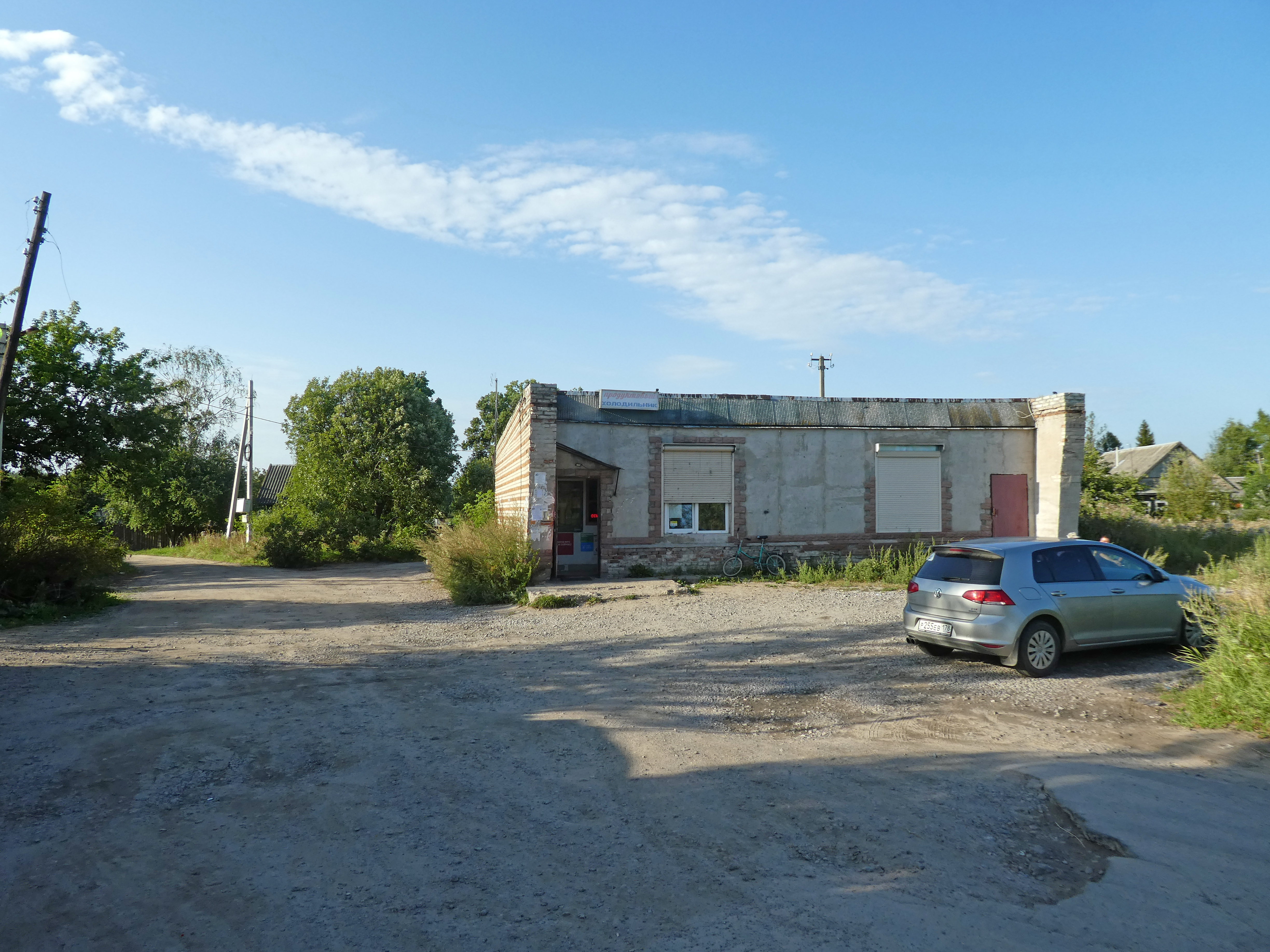
Магазин в посёлке

## Улицы
Дачная, Заречная, Зелёная, Малая Зелёная, Новая, Парковая, Парковый переулок, 2-й Парковый переулок, Пионерский переулок, Привокзальная, Привокзальный переулок, Прокофьева, Тихая, Школьная, Школьный переулок, 2-й Школьный переулок.